# Brug 854
Brug 854 is een vaste brug of viaduct gelegen in de De Heusweg in Amsterdam-Duivendrecht gemeente Ouder-Amstel en overspant de Duivendrechtsevaart en de daaraan parallel lopende Willem Fenegastraat. Alhoewel de brug is genummerd als een Amsterdamse brug ligt de brug niet in Amsterdam. De gemeentegrens liep tot 2006 heel grillig door het industriegebied Overamstel en daarom kreeg de brug toch een Amsterdams brugnummer. Sinds 2014 wordt dit gedeelte van Duivendrecht aangeduid als Amsterdam-Duivendrecht. In 2006 vond een grenscorrectie plaats tussen Amsterdam en Ouder-Amstel en sindsdien ligt de brug op de grens tussen beide gemeenten.
Tot 1963 lag even ten noorden van de brug een dam in de Duivendrechtsevaart die de Paul van Vlissingenstraat met de Joan Muyskenweg verbond. In 1963 na de opening van de van der Madeweg werd deze afgegraven. Tot de komst van de brug lag er  enige tijd een houten klapbrug. De nieuwe brug werd geopend in 1969 en is van beton en wordt gedragen door een viertal witte pilaren en heeft aan beide kanten een blauwe balustrade. De brug is ontworpen door Sier van Rhijn, werkend voor de Dienst der Publieke Werken.
De vaste brug kent een vrij hoog hellingspercentage ten behoeve van de scheepvaart en op de brug bestaat een inhaalverbod. Onder de brug bevinden zich aan de Willem Fenegastraat maar ook aan de overzijde aanlegplaatsen voor woonboten.
Vanaf de oprit aan de westelijke kant van de brug verscheen in 1990 een trap die leidt naar de ten zuiden van de brug aangelegde sneltramhalte Overamstel, brug 1641, die in 1997 werd uitgebreid met een tweede perron en derde spoor. Sinds 1994 rijdt er geen buslijn van het GVB meer over de brug behalve in- en uitrukkende bussen naar de nabijgelegen openluchtstalling aan de Joan Muyskenweg.

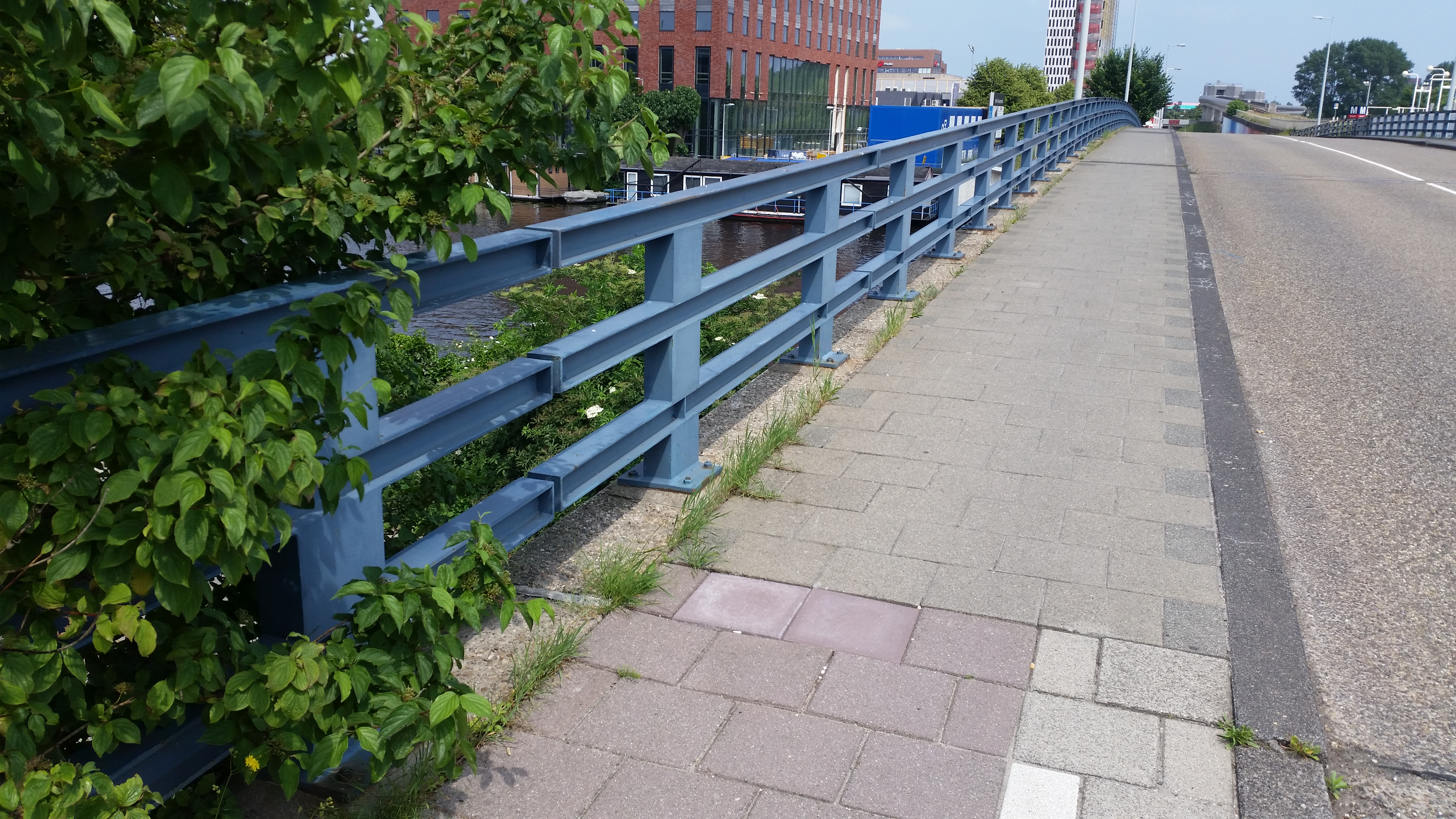
Detailfoto van leuning (juni 2018)

<<< · 801 · 802 · 803 · 804 · 805 · 808 · 811 · 812 · 813 · 814 · 815 · 816 · 817 · 818 · 819 · 820 · 821 · 822 · 823 · 824 · 825 · 826 · 827 · 828 · 829 · 830 · 831 · 832 · 833 · 834 · 835 · 836 · 837 · 838 · 839 · 840 · 841 · 842 · 844 · 845 · 846 · 848 · 849 · 850 ·  854 · 856 · 857 · 858 · 859 · 860 · 863 · 864 · 865 · 866 · 867 · 868 · 869 · 870 · 871 · 872 · 873 · 875 · 876 · 877 · 889 · 890 · 891 · 892 · 893 · 895 · 896 · 897 · 898 · 899 · >>>
Brugnummers 800, 806, 807, 809, 810, 843 (gesloopt, Uilenstede, Amstelveen), 847 (Uilenstede, Amstelveen) , 851 (gesloopt, Dirk Sterenberg), 852 (gesloopt, Dirk Sterenberg), 853 (gesloopt, Dirk Sterenberg), 855, 861, 862, 874, 878, 879, 880, 881, 882, 883, 884, 885, 886, 887, 888, 894 zijn niet (meer) vergeven.